# Туфури

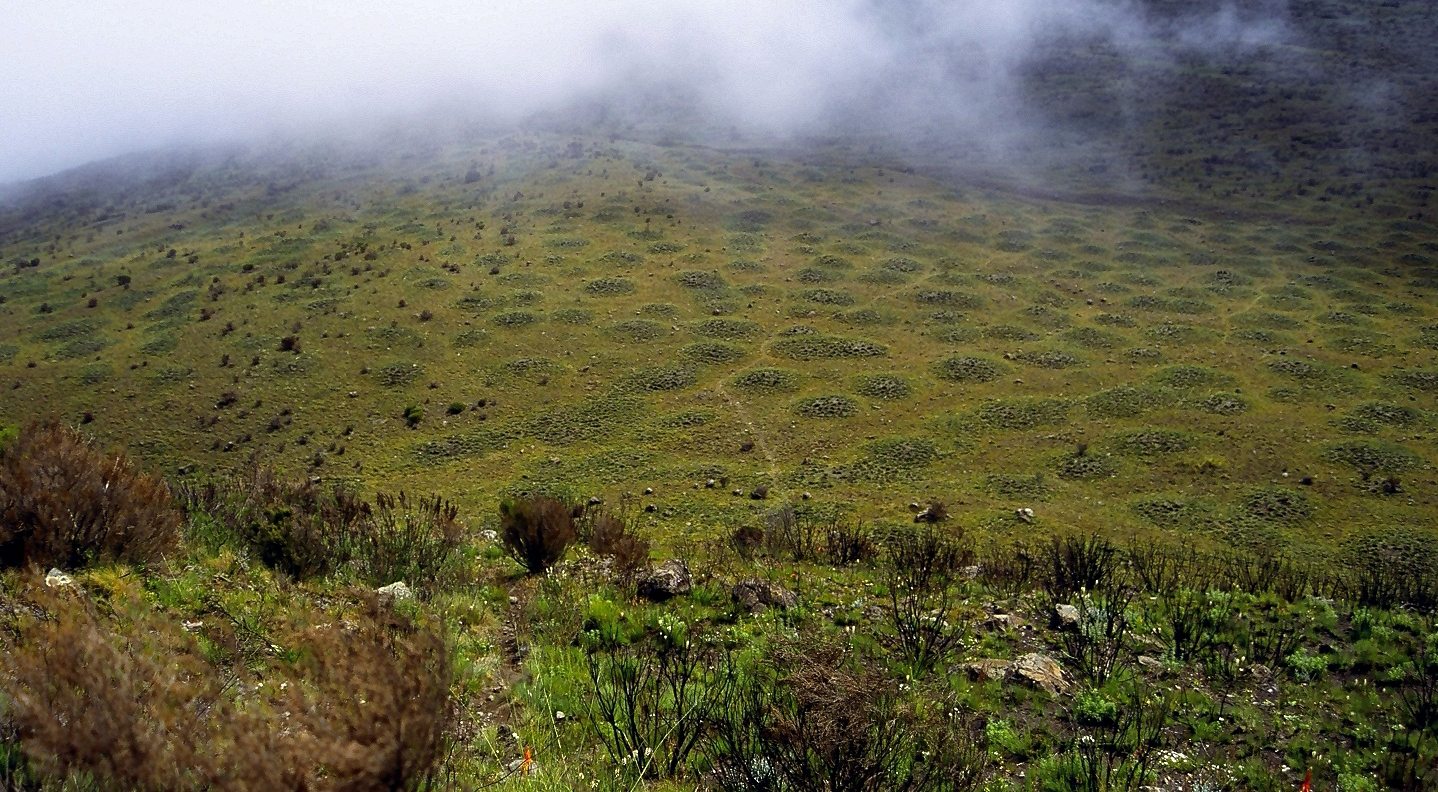
Туфури

Туфури (англ. hummock, нім. Presseishügel) — дрібногорбистий тундровий мікрорельєф, представлений невисокими (0, 25 — 0, 5 м) горбами довгастої форми. Туфури — невеликі «горби пучення», мікро-гідролаколіти. Формуються за рахунок видавлювання шару ґрунту міжмерзлотними водами, що перебувають під великим тиском між верхньою границею багатолітньомерзлих порід і нижньою межею сезонномерзлого шару при суворих кліматичних умовах. Має крижане ядро («гідролаколіт») в основі, яке може мати зв'язок з верхнім шаром «вічної» мерзлоти.
Існує багато синонімів і місцевих назв «горбів пучення», напр., пінго (Pingo) — поширений в Америці і світі, «булгуннях» — місцевий якутський відповідник.